# África Zavala
África Zavala  (Mexikóváros, Mexikó, 1985. augusztus 15. –) mexikói színésznő.

## Élete és pályafutása
Karrierjét 2005-ben kezdte a Peregrina című telenovella főszereplésével Eduardo Capetillo mellett, majd szerepet kapott a Código postalban.
2008-ban szerepet kapott az Árva angyalban Maite Perroni és William Levy mellett. 2009-ben a Los exitosos Pérez című telenovellában folytatta karrierjét. 2010-ben megkapta a Para volver a amar egyik főszerepét Flavio Medina és Agustín Arana mellett.
2011-ben az Amorcito corazón című sorozatban szerepelt, ahol Lucía de Jesús Lobo Carvajal szerepét játszotta Elizabeth Álvarez, Diego Olivera és Daniel Arenas mellett.
2012-ben szerepet kapott a Könnyek királynője című telenovellában, ahol Lucero Vásquez szerepét játszotta.

## Filmográfia
| Év          | Cím                                   | Szerep                                                          |
| ----------- | ------------------------------------- | --------------------------------------------------------------- |
| 2005        | Peregrina                             | Peregrina Huerta / Peregrina Alcocer / Marisela Alcocer Morales |
| 2006        | Código postal                         | Victoria Villarreal                                             |
| 2007        | Recuérdame                            | Marissela Santoro del Valle                                     |
| 2008        | Cuidado con el ángel Árva angyal      | Elsa Maldonado San Roman                                        |
| 2009        | Los exitosos Pérez                    | Liliana ¨Lily¨ Cortéz                                           |
| 2010 - 2011 | Para volver a amar                    | Yorley Quiroga                                                  |
| 2011–2012   | Amorcito corazón                      | Lucía de Jesús Lobo Carvajal                                    |
| 2012        | Abismo de pasión Bűnös vágyak         | Remedios González                                               |
| 2012–2013   | Corona de lágrimas Könnyek királynője | Lucero Vásquez Rojas                                            |
| 2014        | La Malquerida                         | Ana Alejandra Silva González / Turquesa                         |
| 2014        | La Gata A Macska                      | Leticia Martínez Negrete de la Santacruz (felnőtt)              |
| 2015        | Amores con trampa                     | María Sánchez de Carmona                                        |
| 2017        | La doble vida de Estela Carrillo      | Morgana Santos                                                  |

## Díjak és jelölések
TVyNovelas-díj
| Év   | Kategória                  | Cím                | Eredmény |
| ---- | -------------------------- | ------------------ | -------- |
| 2013 | Legjobb női mellékszereplő | Corona de lágrimas | Jelölés  |